# Aechmea setigera
Aechmea setigera là một loài thực vật có hoa trong họ Bromeliaceae. Loài này được Mart. ex Schult. & Schult.f. mô tả khoa học đầu tiên năm 1830.